# Bolesław Orzechowicz
Bolesław Orzechowicz (ur. 30 maja 1847 we Lwowie, zm. 7 października 1927 w Kalnikowie) – polski ziemianin, mecenas kultury i sztuki, podróżnik i kolekcjoner, filantrop, honorowy obywatel Lwowa (1923).

## Życiorys
Bolesław Orzechowicz był synem Andrzeja, lwowskiego lekarza i filantropa oraz Zofii z Obnińskich. Miał dwie siostry, z których Melania została żoną profesora Władysława Ochenkowskiego. Ukończył studia prawnicze na Uniwersytecie Lwowskim oraz przyrodnicze w Akademii Rolniczej w Hohenheim. Od 1885 roku, po śmierci ojca prowadził rodzinne gospodarstwo w Kalnikowie, gdzie wybudował pseudorenesansowy dwór. Dzięki jego staraniom w 1908 roku erygowano w Kalnikowie parafię, dla której pięć lat później ufundował neogotycki kościół.
Podróżował po Europie, krajach arabskich i Afryce. W trakcie wojaży zajmował się gromadzeniem dzieł sztuki, w tym polskich, rozproszonych po świecie, wyrobów artystycznych oraz broni, które wraz z posiadanymi i odziedziczonymi przedmiotami stworzyły w Kalnikowie dużą kolekcję. Podczas I wojny światowej zabudowania gospodarcze jego posiadłości zostały częściowo zniszczone, a zbiory ewakuowane do Lwowa.
Hojnie wspierał Towarzystwo dla Popierania Nauki Polskiej, późniejsze Towarzystwo Naukowe we Lwowie, któremu przekazał w testamencie swoje dobra ziemskie. Na rzecz uniwersytetu przekazał bogaty księgozbiór, miastu i Muzeum Narodowemu we Lwowie podarował kolekcje dzieł sztuki, broni, mebli, monet i innych przedmiotów. Był jednym z założycieli i pierwszym prezesem (1925–1927) Polskiego Towarzystwa Dendrologicznego.
2 maja 1922 został odznaczony Krzyżem Oficerskim Orderu Odrodzenia Polski. W 1923 roku otrzymał tytuł honorowego obywatela Królewskiego Stołecznego Miasta Lwowa oraz doktorat honorowy Uniwersytetu Jana Kazimierza we Lwowie.
Ożenił się z Wandą z Rozwadowskich, córką Władysława Alojzego Rozwadowskiego herbu Trąby. Małżeństwo było bezdzietne.
Zmarł w 1927 roku i został pochowany w grobowcu rodzinnym na cmentarzu w Kalnikowie.